# Каробајс (Бергамо)
Каробајс је насеље у Италији у округу Бергамо, региону Ломбардија.
Према процени из 2011. у насељу је живело 60 становника. Насеље се налази на надморској висини од 735 м.